# Hakan Çalhanoğlu
Hakan Çalhanoğlu, né le 8 février 1994 à Mannheim en Allemagne, est un footballeur international turc qui évolue au poste de milieu offensif ou d'ailier à l'Inter Milan.

## Biographie

### Karlsruher SC (2011-2013)
Né à Mannheim en Allemagne, Hakan Çalhanoğlu est notamment formé par le club local du SV Waldhof Mannheim avant de rejoindre le Karlsruher SC en 2009, afin d'y poursuivre sa formation.
Le 5 février 2012, il fait ses débuts en professionnel avec le club à l'occasion d'un match de 2. Bundesliga face au FC Erzgebirge Aue. Durant cette même rencontre, il délivre deux passes décisives, permettant à son équipe de s'imposer (2-1 score final). Le 11 mars 2012, il prolonge son contrat jusqu'en 2016. Durant cette saison, il prend part à douze rencontres de championnat. Toutefois, en fin de saison, son club sera finalement relégué en 3. Liga à l'issue des barrages.
Le 21 juillet 2012, lors de son premier match de 3. Liga face au FC Heidenheim, il inscrit sur coup franc les deux premiers buts de sa carrière professionnelle. Le 14 août 2012, il est transféré au Hambourg SV, mais il reste dans son club en prêt jusqu'à la fin de la saison.
Le 19 août 2012, Hakan Çalhanoğlu dispute son premier match de Coupe d'Allemagne face au Hambourg SV. Le Karlsruher SC l'emporte finalement 4-2 avec une passe décisive délivrée par ce dernier. À l'issue de cette saison, le Karlsruher SC remporte la 3. Liga 2012-2013 et se voit ainsi promu en 2.Bundesliga pour la saison suivante, tandis que Hakan Çalhanoğlu termine au pied du podium des meilleurs buteurs avec 17 réalisations et est élu meilleur joueur de la saison de 3. Liga.

### Hambourg SV (2013-2014)
Hakan Çalhanoğlu rejoint le Hambourg SV lors de l'été 2013. Il fait ses débuts sous ses nouvelles couleurs à l'occasion d'une rencontre de Bundesliga, lors de la première journée de la saison 2013-2014 face au FC Schalke 04. Il est titulaire et les deux équipes se neutralisent ce jour-là (3-3). Le 31 août 2013, il inscrit ses deux premiers buts en championnat face à l'Eintracht Brunswick, contribuant à la victoire de son équipe (4-0).
Le 22 février 2014, Hakan Çalhanoğlu, âgé de 20 ans et deux semaines, acquiert une renommée mondiale avec son coup franc des 41 mètres qui parachève la victoire du Hambourg SV contre le Borussia Dortmund (3-0), dans le temps additionnel de la rencontre qui oppose les deux équipes.

### Bayer Leverkusen (2014-2017)

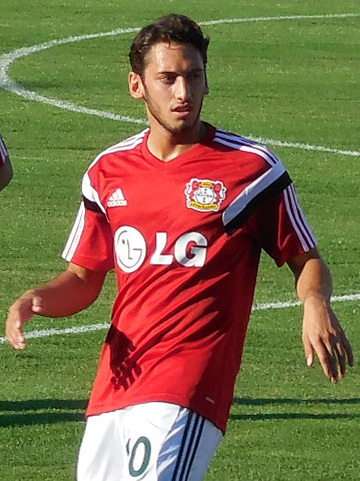
Hakan Çalhanoğlu lors d'un échauffement avant un match amical contre l'Olympique de Marseille (2014).

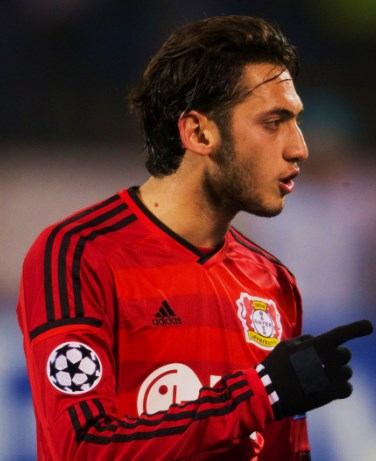
Hakan Çalhanoğlu lors d'un match contre le Zénith Saint-Pétersbourg en Ligue des champions (2014).

Absent lors de la reprise de l'entraînement du Hambourg SV, Hakan Çalhanoğlu obtient un arrêt maladie pour cause de stress lié notamment au comportement des supporters vis-à-vis de lui. Il change également son numéro de téléphone qui n'est pas communiqué au club. Le 11 juillet 2014, Çalhanoğlu est transféré au Bayer Leverkusen pour 14,5 millions d'euros. Il signe un contrat de cinq ans avec le club, soit jusqu'en 2019. Le 15 août 2014, il joue son premier match avec le club en étant titulaire lors d'une rencontre du premier tour de la DFB-Pokal 2014-2015 face à Waldalgesheim (en) (victoire 0-6).
Il joue un rôle essentiel dans la qualification de son club pour la Ligue des champions 2014-2015, en délivrant deux passes décisives (pour l'ouverture du score de Stefan Kießling et pour le but de la victoire de Son Heung-min) lors du match de barrage aller face au FC Copenhague (victoire 2-3), puis en inscrivant un superbe coup franc à la septième minute lors du match retour (victoire 4-0), le 27 août 2014 à la BayArena.  
Le 25 février 2015, il inscrit le but de la victoire (1-0) lors du match aller des huitièmes de finale face à l'Atlético Madrid, mais voit son penalty arrêté par Jan Oblak lors de la séance de tirs au but du match retour qui scelle l'élimination du Bayer Leverkusen à ce stade de la compétition, le 17 mars 2015.    

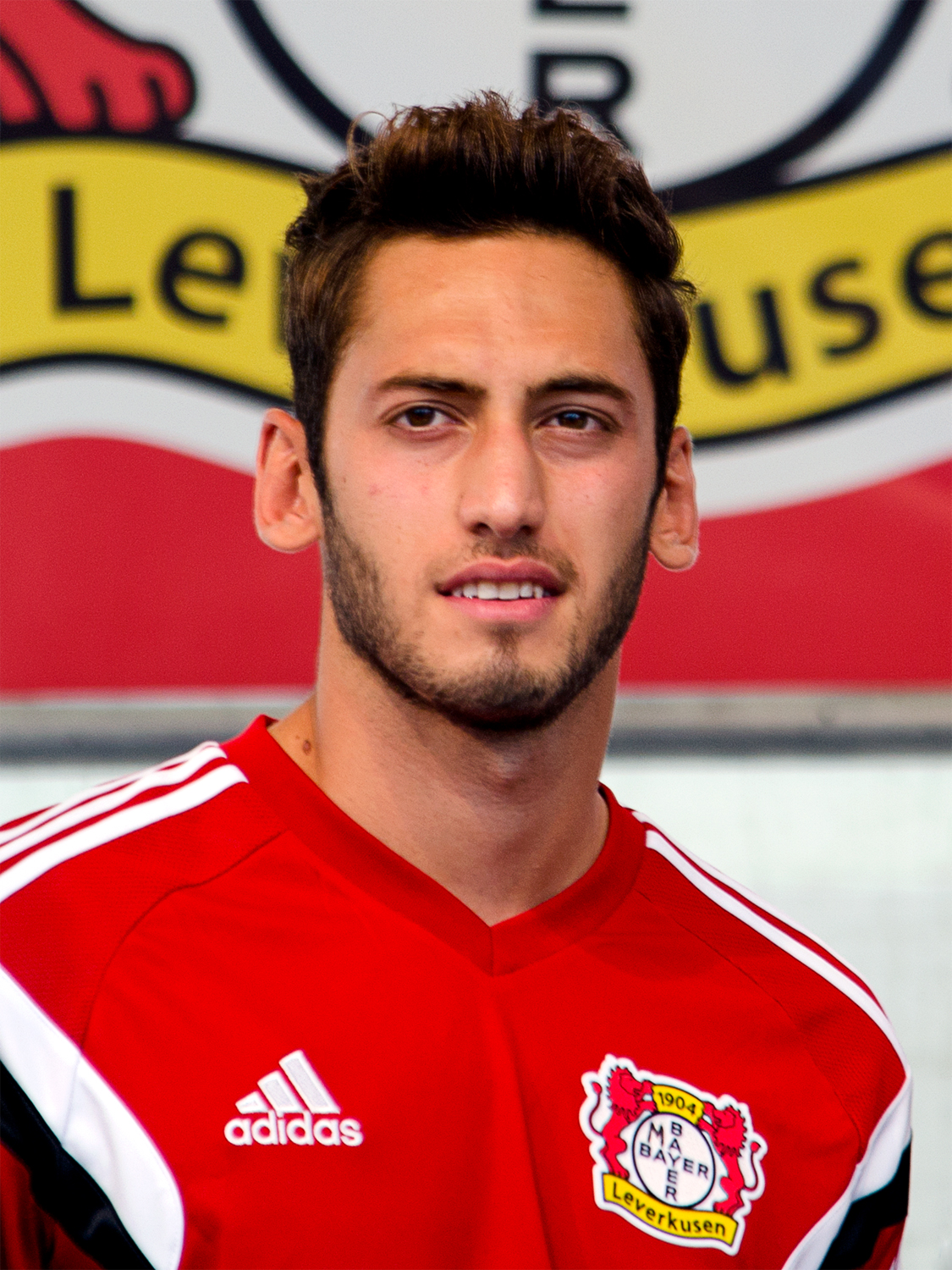
Hakan Çalhanoğlu sous les couleurs du Bayer Leverkusen (2015).

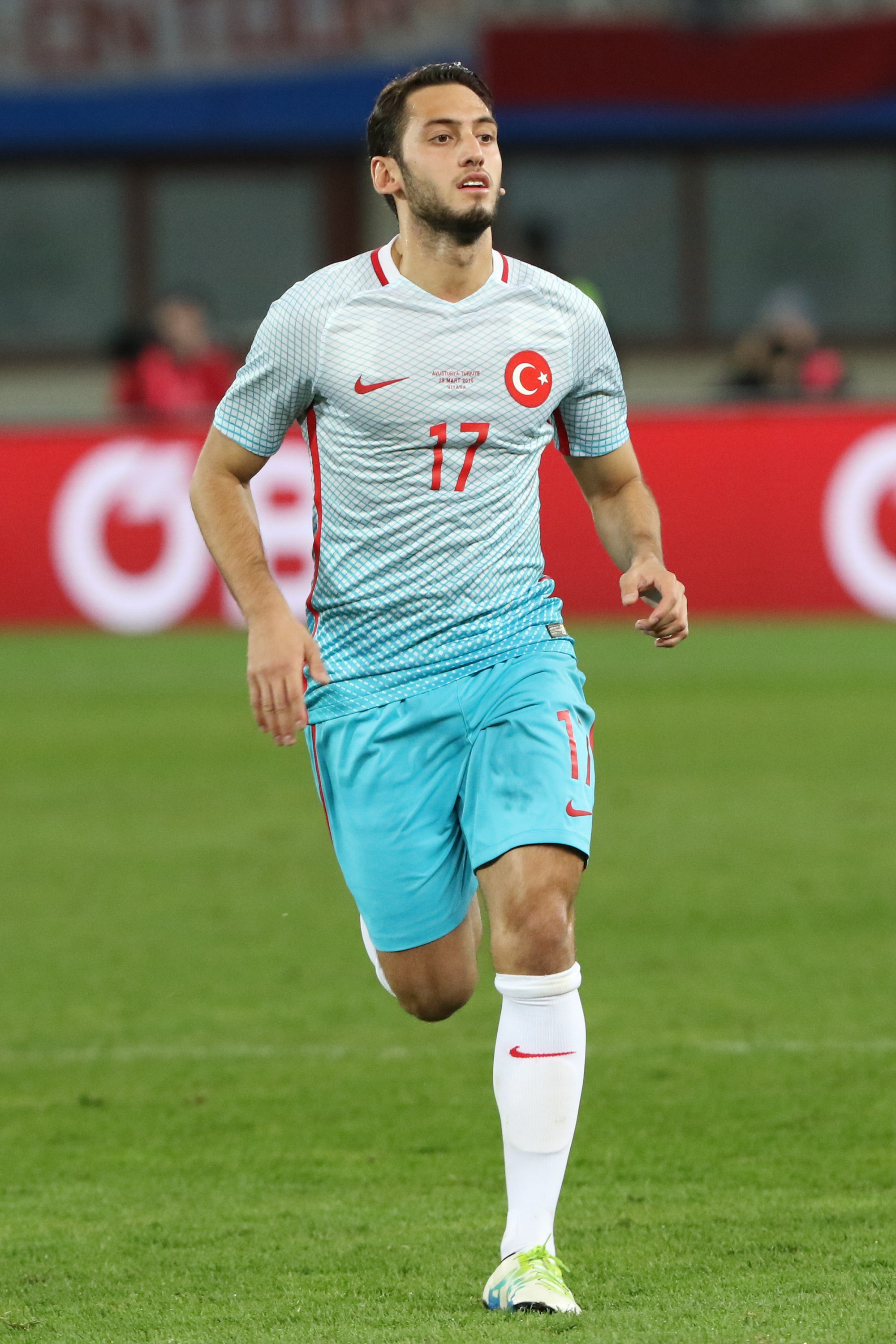
Hakan Çalhanoğlu lors d'un match amical contre l'Autriche au stade Ernst-Happel, à Vienne (2016).

Le 16 septembre 2015, il inscrit son premier doublé avec le club à l'occasion d'un match du premier tour de l'édition suivante face aux Biélorusses du BATE Borisov (victoire 4-1). Néanmoins son club - qui termine à la troisième place du groupe E - n'est pas qualifié pour les huitièmes de finale comme lors de l'édition précédente, et se voit donc repêché en seizième de finale de la Ligue Europa 2015-2016 pour une double confrontation face au Sporting Lisbonne, de laquelle le club allemand sort victorieux grâce, entre autres, à un but de Hakan Çalhanoğlu lors du match retour (victoire 3-1), le 25 février 2016.         
Le 5 mars 2016, il obtient son premier capitanat avec le club lors d'un match de Bundesliga face au FC Augsbourg, lors duquel il inscrit le but égalisateur sur penalty dans les arrêts de jeu de la rencontre, permettant ainsi à son équipe, menée 3-0 à l'heure de jeu, d’arracher le match nul 3-3. Il porte également le brassard quelques jours plus tard à l'occasion de la double confrontation contre le Villareal CF en huitième de finale de la Ligue Europa 2015-2016,. Confrontation perdue par le Bayer Leverkusen à cause d'un doublé de Cédric Bakambu lors du match aller (défaite 2-0), le 10 mars 2016.

### AC Milan (2017-2021)
Le 3 juillet 2017, il signe pour quatre ans à l'AC Milan, pour un transfert estimé à 21 millions d’euros. Il se voit attribuer le très prestigieux maillot floqué du numéro 10 (laissé vacant par Keisuke Honda et qui devait normalement échoir à André Silva), qui fut porté par un grand nombre de légendes du club lombard (Gianni Rivera, Ruud Gullit, Dejan Savićević, Zvonimir Boban, Rui Costa et Clarence Seedorf). 
Le 3 août 2017, il joue son premier match sous ses nouvelles couleurs en match de qualification pour la Ligue Europa face à l'Universitatea Craiova, rencontre que l'AC Milan remporte par deux buts à zéro. Le 25 octobre 2017, il inscrit son premier but en championnat face au Chievo Vérone (victoire 1-4), devenant ainsi le premier joueur turc à marquer en Serie A depuis Emre Belözoğlu en 2003. 
Hakan Çalhanoğlu possède trois « matchs références » avec l'AC Milan :
- Un match à l'extérieur contre l'Austria Vienne (1-5), le 14 septembre 2017, en phase de groupes de la Ligue Europa 2017-2018, où il ouvre le score à la 7e minute, avant de livrer deux passes décisives pour André Silva, à la 10e et à la 20e minute. 
- Un match à domicile contre la Fiorentina (5-1), le 20 mai 2018, en Serie A, où il inscrit le but de l'égalisation (1-1) à la 23e minute d'un coup franc des dix-huit mètres et délivre trois passes décisives : pour Patrick Cutrone à la 41e (2-1) et à la 59e (4-1), ainsi que pour Giacomo Bonaventura qui inscrit le cinquième but à la 76e. 
- Un match à domicile contre Dudelange (5-2), le 29 novembre 2018, en phase de groupes de la Ligue Europa 2018-2019, où il inscrit un but, provoque deux buts contre son camp et livre une passe décisive, le tout en une quinzaine de minutes.
Le 24 janvier 2020, Hakan Çalhanoğlu réalise son premier doublé pour l'AC Milan, lors de la victoire des Rossoneri en Coupe d'Italie face au Torino FC (4-2 après prolongations).

### Inter Milan (depuis 2021)
Le 22 juin 2021, Hakan Çalhanoğlu rejoint officiellement le grand rival, l'Inter Milan, où il signe librement puisque son contrat avec l'AC Milan prenait fin en ce mois de juin. 
Le 21 août 2021, il inscrit son premier but sous ses nouvelles couleurs, lors de la première journée de la saison 2021-2022, contre le Genoa CFC. Il délivre une passe décisive pour Milan Škriniar sur l'ouverture du score avant de doubler la mise d'une frappe lointaine ce jour-là. Son équipe s'impose finalement par quatre buts à zéro. Le 12 janvier 2022, il remporte le premier trophée de sa carrière, la Supercoupe d'Italie en battant la Juventus (2-1 après prolongations). Çalhanoğlu est titularisé le 11 mai 2022, lors de la finale de l'édition 2021-2022 de la coupe d'Italie, face à la Juventus. Son équipe s'impose par quatre buts à deux après prolongations. Il est notamment l'auteur d'un but sur penalty lors de ce match, et participe au sacre de l'Inter.
Le 4 octobre 2022, Hakan Çalhanoğlu donne la victoire à l'Inter Milan face au FC Barcelone, lors d'un match de groupe de Ligue des champions, en marquant le seul but de la rencontre.
Le 5 juillet 2023, Hakan Çalhanoğlu prolonge son contrat à l'Inter Milan jusqu'en 2027,.
Le 6 novembre 2024, Çalhanoğlu donne la victoire à l'Inter Milan face à l'Arsenal FC, lors d'un match de groupe de Ligue des champions, en marquant le seul but de la rencontre.

### En équipe nationale (depuis 2013)
Hakan Çalhanoğlu a le choix entre l'Allemagne et la Turquie pour jouer en équipe nationale. Il opte finalement pour la sélection turque et évolue déjà dans les catégories juniors turcs avant de devenir professionnel. Il participe notamment à la Coupe du monde des moins de 20 ans 2013 qui se joue à domicile.
Le 6 septembre 2013, Hakan Çalhanoğlu fait ses débuts en sélection, remplaçant Gökhan Töre contre Andorre. Il lui faut attendre mai 2014 pour être titularisé face à l'Irlande à Dublin. Le 31 mars 2015, Hakan Çalhanoğlu marque son premier but en sélection durant une victoire 2-1 contre le Luxembourg. En juin 2015, il inscrit son premier doublé pour la Turquie face à la Bulgarie. Petit à petit, Hakan Çalhanoğlu s'installe dans l'entre-jeu turc et enchaîne les bonnes performances.
Hakan Çalhanoğlu est convoqué par Fatih Terim pour l'Euro 2016 en France. La Turquie est dans un groupe compliqué comptant la Croatie, la Tchéquie ainsi que l'Espagne. Contre ces derniers, Hakan Çalhanoğlu et ses coéquipiers essuient une défaite 3-0 qui écarte définitivement le pays des phases finales,.  
En juin 2021, il est retenu dans la liste des 26 joueurs turcs pour disputer l'Euro 2020. 
En mai 2024, il fait partie d'une liste élargie de 35 joueurs convoqués par Vincenzo Montella en vue de l'Euro 2024. Le 7 juin, il figure dans la liste définitive des 26 joueurs disputant le tournoi. Le 26 juin, il inscrit face à la Tchéquie son premier but en tournoi majeur et contribue à la victoire des siens sur le score de 2-1.   

### Style de jeu
Hakan Çalhanoğlu est connu, notamment, pour ses frappes lointaines, mais surtout pour ses coups francs,. Il se dit influencé par le cannonier brésilien Juninho : « Je me repasse sans cesse les vidéos, les stoppe et use le ralenti pour copier exactement sa course d'élan, sa frappe, presque tout en détails ». Souvent comparé à Mesut Özil, d'origine turque, le joueur explique que « C'est grâce aux Allemands que je suis devenu footballeur. Mais jouer pour l'équipe nationale turque est un honneur. Je veux être le Mesut Özil turc ».
À l'AC Milan, Hakan Çalhanoğlu joue comme un meneur de jeu trequartista, proche des attaquants, ce qui ne se révèle pas être pertinent notamment en raison de son manque de vitesse de déplacement. À l'Inter Milan, l'entraîneur Simone Inzaghi le repositionne en regista, ayant toujours un rôle de meneur de jeu mais étant positionné plus bas sur le terrain, ce qui l'amène à moins tirer au but mais le rend plus impliqué dans la récupération de balle et dans le jeu de passes.

## Vie personnelle

### Famille
Son frère cadet, Muhammed Çalhanoğlu (en), est également footballeur professionnel. Tout comme Hakan, il a également été formé au Waldhof Mannheim et au Karlsruher SC, avant d'emprunter une trajectoire différente de celle de son frère et d'évoluer dans les divisions inférieures du football autrichien, puis turc. Il joue désormais au TSG Weinheim (en). Il a également un jeune cousin, Kerim Çalhanoğlu (en), qui a signé au Schalke 04 lors du mercato d'été 2020.  

### Prise de position politique
À l'instar d'autres footballeurs germano-turcs, comme İlkay Gündoğan et Mesut Özil, Hakan Çalhanoğlu est un partisan notoire du président turc Recep Tayyip Erdoğan. Le 27 janvier 2017, il poste sur son compte Twitter une vidéo de soutien à ce dernier, dans le cadre de la campagne pour le "Oui" au référendum constitutionnel turc de 2017. Dirk Mesch, le porte-parole du Bayer Leverkusen depuis 2008, déclare que le club a eu une discussion avec le joueur à propos de son tweet polémique.

### Religion
Hakan Çalhanoğlu est un musulman pratiquant,. Il a d'ailleurs effectué la 'Omra à deux reprises : en décembre 2015 et en janvier 2019 avec son coéquipier à l'AC Milan : le Français Tiémoué Bakayoko.

## Statistiques

### Générales
| Saison                | Club                  | Championnat           | Championnat | Championnat | Championnat | Coupe(s) nationale(s) | Coupe(s) nationale(s) | Coupe(s) nationale(s) | Supercoupe | Supercoupe | Supercoupe | Compétition(s) continentale(s) | Compétition(s) continentale(s) | Compétition(s) continentale(s) | Compétition(s) continentale(s) | Barrages | Barrages | Barrages | Turquie | Turquie | Turquie | Total | Total | Total |
| Saison                | Club                  | Division              | M.          | B.          | P.d.        | M.                    | B.                    | P.d.                  | M.         | B.         | P.d.       | Comp.                          | M.                             | B.                             | P.d.                           | M.       | B.       | P.d.     | M.      | B.      | P.d.    | M.    | B.    | P.d.  |
| 2011-2012             | Karlsruher SC         | 2.Bundesliga          | 14          | 0           | 3           | -                     | -                     | -                     | -          | -          | -          | -                              | -                              | -                              | -                              | 2        | 0        | 0        | -       | -       | -       | 16    | 0     | 3     |
| 2012-2013             | Karlsruher SC         | 3.Bundesliga          | 36          | 17          | 12          | 3                     | 0                     | 2                     | -          | -          | -          | -                              | -                              | -                              | -                              | -        | -        | -        | -       | -       | -       | 39    | 17    | 14    |
| Sous-total            | Sous-total            | Sous-total            | 50          | 17          | 15          | 3                     | 0                     | 2                     | -          | -          | -          | -                              | -                              | -                              | -                              | 2        | 0        | 0        | -       | -       | -       | 55    | 17    | 17    |
| 2013-2014             | Hambourg SV           | Bundesliga            | 32          | 11          | 4           | 4                     | 0                     | 1                     | -          | -          | -          | -                              | -                              | -                              | -                              | 2        | 0        | 0        | 4       | 0       | 0       | 42    | 11    | 5     |
| Sous-total            | Sous-total            | Sous-total            | 32          | 11          | 4           | 4                     | 0                     | 1                     | -          | -          | -          | -                              | -                              | -                              | -                              | 2        | 0        | 0        | 4       | 0       | 0       | 42    | 11    | 5     |
| 2014-2015             | Bayer Leverkusen      | Bundesliga            | 33          | 8           | 4           | 4                     | 2                     | 0                     | -          | -          | -          | C1                             | 10                             | 3                              | 2                              | -        | -        | -        | 5       | 3       | 0       | 52    | 16    | 6     |
| 2015-2016             | Bayer Leverkusen      | Bundesliga            | 31          | 3           | 5           | 3                     | 1                     | 0                     | -          | -          | -          | C1+C3                          | 8+4                            | 3+1                            | 4+0                            | -        | -        | -        | 12      | 3       | 1       | 58    | 11    | 10    |
| 2016-2017             | Bayer Leverkusen      | Bundesliga            | 15          | 6           | 5           | 1                     | 0                     | 0                     | -          | -          | -          | C1                             | 6                              | 1                              | 2                              | -        | -        | -        | 5       | 2       | 1       | 27    | 9     | 8     |
| Sous-total            | Sous-total            | Sous-total            | 79          | 17          | 14          | 8                     | 3                     | 0                     | -          | -          | -          | -                              | 28                             | 8                              | 8                              | -        | -        | -        | 22      | 8       | 2       | 137   | 36    | 24    |
| 2017-2018             | AC Milan              | Serie A               | 31          | 6           | 7           | 4                     | 0                     | 0                     | -          | -          | -          | C3                             | 10                             | 2                              | 4                              | -        | -        | -        | 7       | 0       | 1       | 52    | 8     | 12    |
| 2018-2019             | AC Milan              | Serie A               | 36          | 3           | 6           | 4                     | 0                     | 1                     | 1          | 0          | 0          | C3                             | 5                              | 1                              | 3                              | -        | -        | -        | 8       | 2       | 1       | 54    | 6     | 11    |
| 2019-2020             | AC Milan              | Serie A               | 35          | 9           | 9           | 3                     | 2                     | 0                     | -          | -          | -          | -                              | -                              | -                              | -                              | -        | -        | -        | 6       | 0       | 1       | 44    | 11    | 10    |
| 2020-2021             | AC Milan              | Serie A               | 33          | 4           | 9           | 1                     | 0                     | 0                     | -          | -          | -          | C3                             | 9                              | 5                              | 2                              | -        | -        | -        | 12      | 3       | 6       | 55    | 12    | 17    |
| Sous-total            | Sous-total            | Sous-total            | 135         | 22          | 31          | 12                    | 2                     | 1                     | 1          | 0          | 0          | -                              | 24                             | 8                              | 9                              | -        | -        | -        | 33      | 5       | 9       | 205   | 37    | 50    |
| 2021-2022             | Inter Milan           | Serie A               | 34          | 7           | 12          | 5                     | 1                     | 0                     | 1          | 0          | 0          | C1                             | 6                              | 0                              | 0                              | -        | -        | -        | 13      | 3       | 3       | 59    | 11    | 15    |
| 2022-2023             | Inter Milan           | Serie A               | 33          | 3           | 6           | 3                     | 0                     | 0                     | 1          | 0          | 0          | C1                             | 12                             | 1                              | 2                              | -        | -        | -        | 6       | 1       | 1       | 55    | 5     | 9     |
| 2023-2024             | Inter Milan           | Serie A               | 32          | 13          | 3           | -                     | -                     | -                     | 2          | 1          | 0          | C1                             | 6                              | 1                              | 0                              | -        | -        | -        | 12      | 2       | 0       | 52    | 17    | 3     |
| 2024-2025             | Inter Milan           | Serie A               | 29          | 5           | 6           | 4                     | 2                     | 0                     | 2          | 0          | 0          | C1                             | 12                             | 4                              | 2                              | -        | -        | -        | 7       | 2       | 0       | 54    | 13    | 8     |
| Sous-total            | Sous-total            | Sous-total            | 128         | 28          | 27          | 12                    | 3                     | 0                     | 6          | 1          | 0          | -                              | 36                             | 6                              | 4                              | -        | -        | -        | 38      | 8       | 4       | 220   | 46    | 35    |
| Total sur la carrière | Total sur la carrière | Total sur la carrière | 424         | 95          | 91          | 39                    | 8                     | 4                     | 7          | 1          | 0          | -                              | 88                             | 22                             | 21                             | 4        | 0        | 0        | 97      | 21      | 15      | 659   | 147   | 131   |

### Buts internationaux
| 0     | Date | Lieu | Compétition | Résultat | Adversaire | Détail | Détail | Détail | Sél. |
| ----- | --- | --- | --- | --- | --- | --- | --- | --- | --- |
| 1er   | 31 mars 2015 | Stade Josy-Barthel, Luxembourg, Luxembourg                                                                                       | Match amical | V 1-2 | Luxembourg | 87e | du pied droit | 1-2 | 7e |
| 2e    | 8 juin 2015 | Recep Tayyip Erdoğan Stadyumu, Istanbul, Turquie                                                                                 | Match amical | V 4-0 | Bulgarie | 49e | c.f du pied droit | 1-0 | 8e |
| 3e    | 8 juin 2015 | Recep Tayyip Erdoğan Stadyumu, Istanbul, Turquie                                                                                 | Match amical | V 4-0 | Bulgarie | 54e | du pied droit | 2-0 | 8e |
| 4e    | 10 octobre 2015 | Generali Arena, Prague, République tchèque                                                                                       | Éliminatoires Euro 2016 | V 0-2 | Tchéquie | 80e | du pied droit | 0-2 | 12e |
| 5e    | 29 mars 2016 | Stade Ernst-Happel, Vienne, Autriche                                                                                             | Match amical | V 1-2 | Autriche | 43e | c.f du pied droit | 1-1 | 16e |
| 6e    | 22 mai 2016 | Etihad Stadium, Manchester, Angleterre                                                                                           | Match amical | P 2-1 | Angleterre | 14e | du pied droit | 1-1 | 17e |
| 7e    | 5 septembre 2016 | Stade Maksimir, Zagreb, Croatie                                                                                                  | Éliminatoires Coupe du monde 2018                                                                                                | N 1-1 | Croatie | 45+3e | c.f du pied droit | 1-1 | 23e |
| 8e    | 6 octobre 2016 | Torku Arena, Selçuklu, Turquie                                                                                                   | Éliminatoires Coupe du monde 2018                                                                                                | N 2-2 | Ukraine | 81e | s.p du pied droit | 2-2 | 24e |
| 9e    | 10 septembre 2018 | Friends Arena, Solna, Suède | Premier tour de la Ligue des nations UEFA 2018-2019                                                                              | V 2-3 | Suède | 51e | du pied droit | 2-1 | 35e |
| 10e   | 22 mars 2019 | Stade Loro-Boriçi, Shkodër, Albanie                                                                                              | Éliminatoires Euro 2020 | V 0-2 | Albanie | 55e | du pied droit | 0-2 | 39e |
| 11e   | 14 octobre 2020 | Nouveau complexe sportif Ali-Sami-Yen, Istanbul, Turquie                                                                         | Premier tour de la Ligue des nations UEFA 2020-2021                                                                              | N 2-2 | Serbie | 56e | du pied droit | 1-2 | 50e |
| 12e   | 24 mars 2021 | Stade olympique Atatürk, Istanbul, Turquie                                                                                       | Éliminatoires Coupe du monde 2022                                                                                                | V 4-2 | Pays-Bas | 46e | du pied droit | 3-0 | 53e |
| 13e   | 30 mars 2021 | Stade olympique Atatürk, Istanbul, Turquie                                                                                       | Éliminatoires Coupe du monde 2022                                                                                                | N 3-3 | Lettonie | 81e | du pied droit | 2-0 | 55e |
| 14e   | 4 septembre 2021 | Victoria Stadium, Gibraltar, Royaume-Uni                                                                                         | Éliminatoires Coupe du monde 2022                                                                                                | V 0-3 | Gibraltar | 65e | du pied droit | 0-2 | 61e |
| 15e   | 11 juin 2022 | Stade de Luxembourg, Luxembourg, Luxembourg                                                                                      | Premier tour de la Ligue des nations UEFA 2022-2023                                                                              | V 0-2 | Luxembourg | 37e | s.p du pied droit | 0-1 | 71e |
| 16e   | 14 juin 2022 | Stade Gürsel Aksel, Izmir, Turquie                                                                                               | Premier tour de la Ligue des nations UEFA 2022-2023                                                                              | V 2-0 | Lituanie | 54e | s.p du pied droit | 2-0 | 72e |
| 17e   | 19 novembre 2022 | Gaziantep Stadium, Gaziantep, Turquie                                                                                            | Match amical | V 2-1 | Tchéquie | 70e | du pied droit | 2-1 | 74e |
| 18e   | 26 mars 2024 | Stade Ernst-Happel, Vienne, Autriche                                                                                             | Match amical | P 6-1 | Autriche | 26e | s.p du pied droit | 1-1 | 84e |
| 19e   | 26 juin 2024 | Volksparkstadion, Hambourg, Allemagne                                                                                            | Euro 2024 | V 1-2 | Tchéquie | 51e | du pied droit | 0-1 | 84e |
| 20e   | 14 octobre 2024 | Laugardalsvöllur, Reykjavik, Islande                                                                                             | Ligue des nations de l'UEFA 2024-2025                                                                                            | V 2-4 | Islande | 67e | s.p du pied droit | 1-2 | 94e |
| Total | 20 buts (20 du pied droit), dont 5 pénaltys et 3 coups francs, en 94 sélections entre le 6 septembre 2013 et le 14 octobre 2024. | 20 buts (20 du pied droit), dont 5 pénaltys et 3 coups francs, en 94 sélections entre le 6 septembre 2013 et le 14 octobre 2024. | 20 buts (20 du pied droit), dont 5 pénaltys et 3 coups francs, en 94 sélections entre le 6 septembre 2013 et le 14 octobre 2024. | 20 buts (20 du pied droit), dont 5 pénaltys et 3 coups francs, en 94 sélections entre le 6 septembre 2013 et le 14 octobre 2024. | 20 buts (20 du pied droit), dont 5 pénaltys et 3 coups francs, en 94 sélections entre le 6 septembre 2013 et le 14 octobre 2024. | 20 buts (20 du pied droit), dont 5 pénaltys et 3 coups francs, en 94 sélections entre le 6 septembre 2013 et le 14 octobre 2024. | 20 buts (20 du pied droit), dont 5 pénaltys et 3 coups francs, en 94 sélections entre le 6 septembre 2013 et le 14 octobre 2024. | 20 buts (20 du pied droit), dont 5 pénaltys et 3 coups francs, en 94 sélections entre le 6 septembre 2013 et le 14 octobre 2024. | 20 buts (20 du pied droit), dont 5 pénaltys et 3 coups francs, en 94 sélections entre le 6 septembre 2013 et le 14 octobre 2024. |

## Palmarès

### En club
| Karlsruher SC (1) - 3. Liga - Champion en 2013. |  | AC Milan - Serie A - Vice-Champion en 2021. - Coupe d'Italie - Finaliste en 2018. - Supercoupe d'Italie - Finaliste en 2017 |  | Inter Milan (6) - Serie A - Champion en 2024. - Vice-champion en 2022 et 2025. - Supercoupe d'Italie - Vainqueur en 2021, 2022 et 2023. - Finaliste en 2024. - Coupe d'Italie - Vainqueur en 2022 et 2023. - Ligue des champions - Finaliste en 2023 et 2025. |